# مارسل دوپره
مارسل دوپره (به فرانسوی: Marcel Dupré) آهنگساز، نوازنده ارگ کلیسا (ارغنون) و آموزش‌شناس (پداگوژیست) فرانسوی بوده‌است.
پدر وی آلبرت دوپره نیز نوازنده ارغنون بوده‌است. مارسل عمده شهرت خود را بابت اجرای بیش از «دو هزار» رسیتال ارگ بادی کلیسا در استرالیا، آمریکا، کانادا و اروپا بدست آورد که شامل یک سری رسیتال ده کنسرتی در سال‌های ۱۹۲۰ و ۱۹۲۱ از مجموعه کارهای کامل یوهان سباستین باخ است.
وی با لقب «پاگانینی ارغنون» نیز شناخته می‌شود.
علاوه بر تأکید خود وی به عنوان آهنگساز ارغنون، وی آثاری برای پیانو، ارکستر، گروه کر(دستهٔ آواز) و موسیقی مجلسی نیز دارد. مارسل دوپره در سال ۱۹۱۴ برای کانتاتای روان (اسی‌شی Psyché) برندهٔ جایزه بزرگ رم بود.

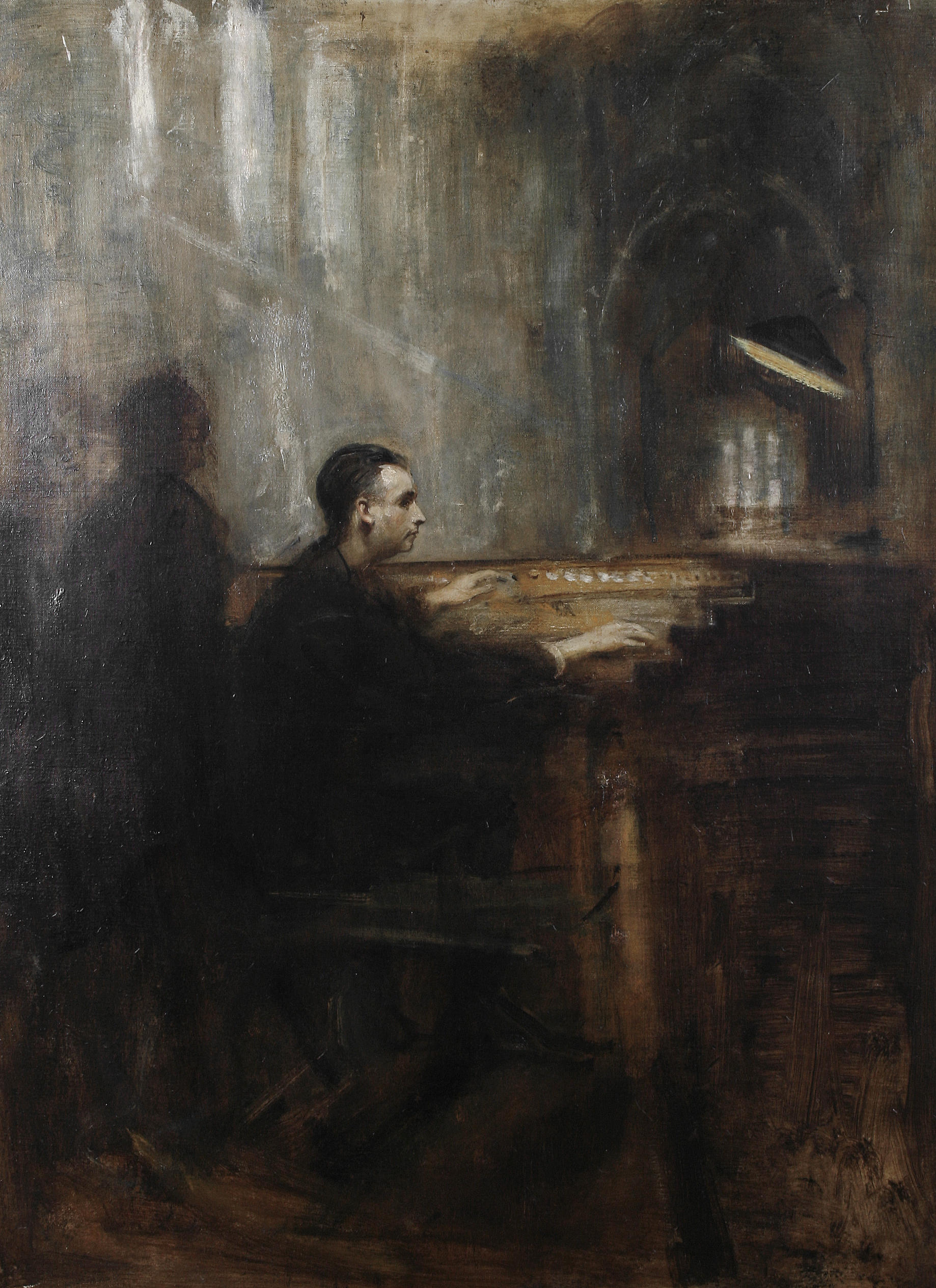
مارسل دوپره پشت ارغنون کلیسای نوتردام